# Cefeida
Cefeidy (zwane też gwiazdami typu δ Cephei lub cefeidami klasycznymi od nazwy gwiazdozbioru Cefeusza) – gwiazdy zmienne pulsujące, olbrzymy. 
Cefeidy są wyjątkowo jasne, tysiąc lub nawet dziesięć tysięcy razy jaśniejsze od Słońca. Regularnie zmieniają jasność wskutek pulsacji. Pulsacje powodują okresowe zmiany wielkości gwiazdy oraz temperatury powierzchni i typu widmowego (od A lub F w maksimum blasku do G lub K w minimum).
Amplitudy zmian blasku cefeid mieszczą się w zakresie od 0,1 do 2 wielkości gwiazdowych, zaś jasności absolutne (MV) od −2 do −6 wielkości gwiazdowej.
Pulsacja jest spowodowana zmianami absorpcji podfotosferycznej warstwy częściowo zjonizowanego helu. Zmiana temperatury tej warstwy powoduje zmianę temperatury powierzchniowej, a tym samym typu widmowego oraz całkowitej jasności gwiazdy.

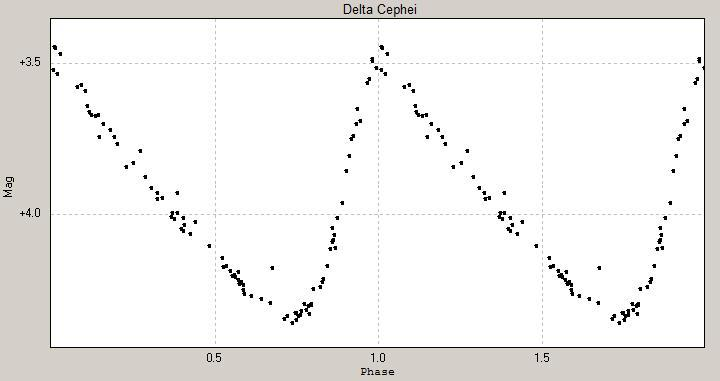
Zmiany jasności δ Cephei

Wykres zmian jasności w czasie jest nieco podobny do sinusoidy, ale wzrost jasności następuje szybciej niż jej spadek.
Cefeidy spełniają dobrze określoną zależność pomiędzy okresem pulsacji a jasnością absolutną, odkrytą przez Henriettę Leavitt w 1912 roku. Własność ta jest powszechnie stosowana do określania odległości do najbliższych galaktyk (cefeidy są świecami standardowymi).
Zamiast jednej zależności okres – jasność można dopasować dwie różne proste, o nieco innym nachyleniu, dla krótszych i dłuższych okresów pulsacji. Jest to tzw. efekt Parenago.